# Mo socken, Dalsland
Mo socken i Dalsland ingick i Tössbo härad, ingår sedan 1971 i Åmåls kommun och motsvarar från 2016 Mo distrikt.
Socknens areal är 60,63 kvadratkilometer varav 56,47 land. År 2000 fanns här 312 invånare. Forsbacka herrgård samt kyrkbyn Mo med sockenkyrkan Mo kyrka ligger i socknen.

## Administrativ historik
Socknen har medeltida ursprung.
Vid kommunreformen 1862 övergick socknens ansvar för de kyrkliga frågorna till Mo församling och för de borgerliga frågorna bildades Mo landskommun. Landskommunen uppgick 1952 i Tössbo landskommun som 1971 uppgick i Åmåls kommun. Församlingen uppgick 2010 i Åmåls församling.
1 januari 2016 inrättades distriktet Mo, med samma omfattning som församlingen hade 1999/2000.
Socknen har tillhört län, fögderier, tingslag och domsagor enligt vad som beskrivs i artikeln Tössbo härad. De indelta soldaterna tillhörde Västgöta-Dals regemente och Tössbo kompani.

## Geografi
Mo socken ligger nordväst om Åmål kring Kasenbergsån. Socknen har odlingsbygd vid ån och är i övrigt en kuperad sjörik skogsbygd.
Genom Mo socken går det gamla järnvägsspåret efter Åmål-Årjängs järnväg.

## Fornlämningar
Två hällkistor från stenåldern har påträffats, liksom stensättningar från järnåldern

## Namnet
Namnet skrevs 1397 Moo ochkommer från gården Mo stom och innehåller mo, 'sandig mark'.

## Befolkningsutveckling
| Befolkningsutvecklingen i Mo socken, Dalsland 1800–1990                                                 | Befolkningsutvecklingen i Mo socken, Dalsland 1800–1990 | Befolkningsutvecklingen i Mo socken, Dalsland 1800–1990 | Befolkningsutvecklingen i Mo socken, Dalsland 1800–1990 | Befolkningsutvecklingen i Mo socken, Dalsland 1800–1990 |
| --- | ------------------------------------------------------- | ------------------------------------------------------- | ------------------------------------------------------- | ------------------------------------------------------- |
| |                                                         |                                                         |                                                         |                                                         |
| År |                                                         |                                                         | Folkmängd                                               |                                                         |
| 1800 | 1800                                                    |                                                         | 680                                                     |                                                         |
| 1810 | 1810                                                    |                                                         | 774                                                     |                                                         |
| 1820 | 1820                                                    |                                                         | 792                                                     |                                                         |
| 1830 | 1830                                                    |                                                         | 852                                                     |                                                         |
| 1840 | 1840                                                    |                                                         | 1 004                                                   |                                                         |
| 1850 | 1850                                                    |                                                         | 1 193                                                   |                                                         |
| 1860 | 1860                                                    |                                                         | 1 308                                                   |                                                         |
| 1870 | 1870                                                    |                                                         | 1 293                                                   |                                                         |
| 1880 | 1880                                                    |                                                         | 1 262                                                   |                                                         |
| 1890 | 1890                                                    |                                                         | 1 109                                                   |                                                         |
| 1900 | 1900                                                    |                                                         | 945                                                     |                                                         |
| 1910 | 1910                                                    |                                                         | 779                                                     |                                                         |
| 1920 | 1920                                                    |                                                         | 729                                                     |                                                         |
| 1930 | 1930                                                    |                                                         | 639                                                     |                                                         |
| 1940 | 1940                                                    |                                                         | 541                                                     |                                                         |
| 1950 | 1950                                                    |                                                         | 537                                                     |                                                         |
| 1960 | 1960                                                    |                                                         | 444                                                     |                                                         |
| 1970 | 1970                                                    |                                                         | 353                                                     |                                                         |
| 1980 | 1980                                                    |                                                         | 326                                                     |                                                         |
| 1990 | 1990                                                    |                                                         | 341                                                     |                                                         |
| Anm: Källor: Umeå universitet - Tabellverket 1749-1859, Demografiska databasen, CEDAR, Umeå universitet |                                                         |                                                         |                                                         |                                                         |